# Cab Calloway

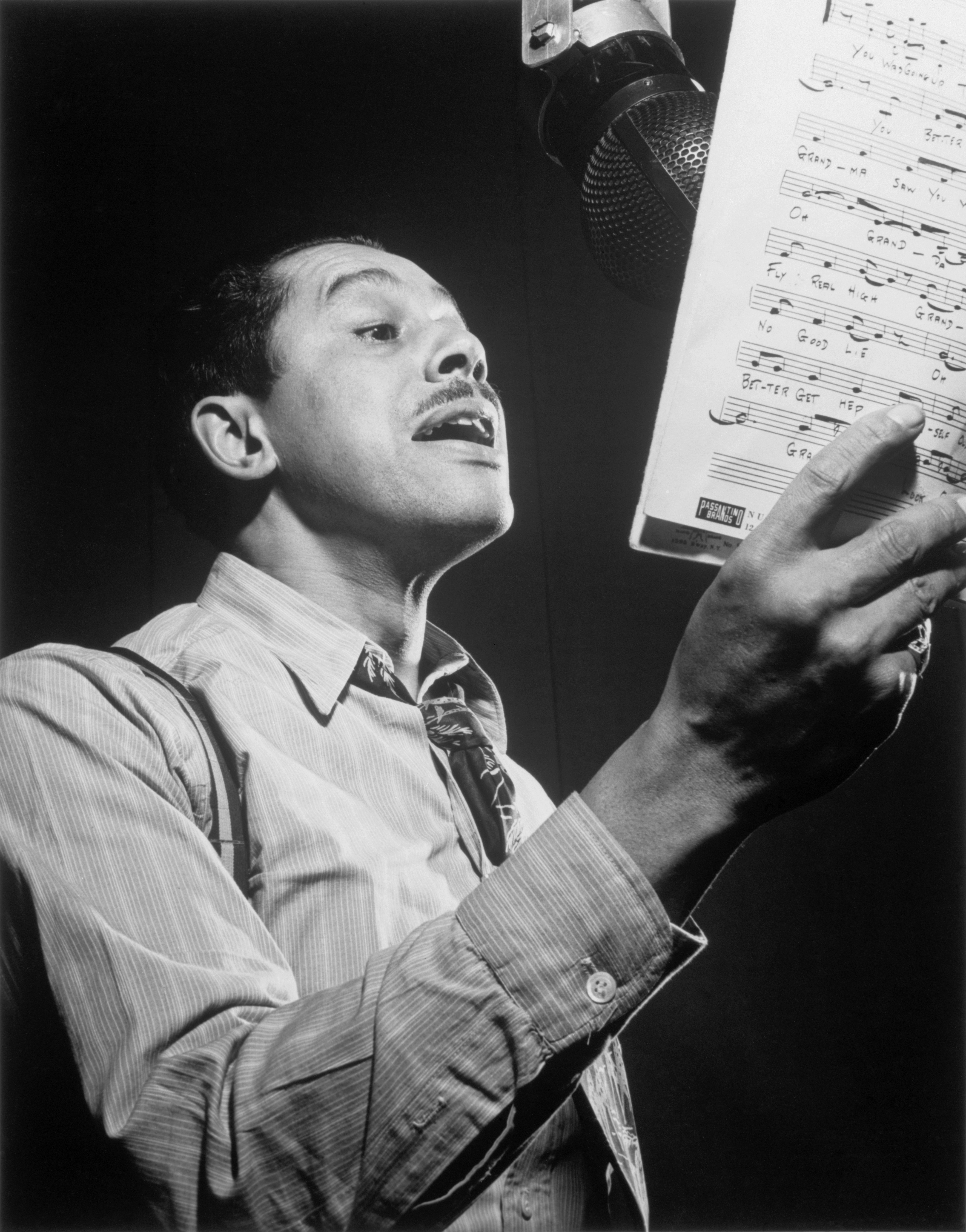
Cab Calloway în 1947

Cabell „Cab” Calloway III (n. 25 decembrie 1907, Rochester, New York - d. 18 noiembrie 1994, Hockessin, Delaware) a fost un dirijor și cântăreț de jazz american.
Este de obicei asociat cu Cotton Club din Harlem, New York, locul în care a cântat de cele mai multe ori.   